# 28155 Chengzhendai
28155 Chengzhendai è un asteroide della fascia principale. Scoperto nel 1998, presenta un'orbita caratterizzata da un semiasse maggiore pari a 2,3094516 UA e da un'eccentricità di 0,1417629, inclinata di 5,70469° rispetto all'eclittica.